# Маков Подхалянски
Ма̀ков Подхаля̀нски или Макув Подхалянски (на полски: Maków Podhalański) е град в Южна Полша, Малополско войводство, Сухски окръг. Административен център е на градско-селската Маковска община. Заема площ от 20,12 км2.

## Население
Според данни от полската Централна статистическа служба, към 1 януари 2014 г. населението на града възлиза на 6 037 души. Гъстотата е 300 души/км2.